# Hiroki Itō (Fußballspieler, 1999)
Hiroki Itō (jap. 伊藤 洋輝, Itō Hiroki; * 12. Mai 1999 in Hamamatsu, Präfektur Shizuoka) ist ein japanischer Fußballspieler. Er steht beim FC Bayern München unter Vertrag.

## Karriere

### Vereine

#### Júbilo Iwata
Itō spielte ab 2015 in der Jugend von Júbilo Iwata und ab 2018 in deren Profimannschaft. Der Verein spielte in der höchsten Liga des Landes, der J1 League. 2019 wurde er an den Erstligisten Nagoya Grampus ausgeliehen. 2020 kehrte er zu Júbilo Iwata zurück. Am Ende der Saison 2019 war das Team in die J2 League abgestiegen.

#### VfB Stuttgart
Zur Saison 2021/22 wechselte Itō auf Leihbasis zum VfB Stuttgart, bei welchen er eigentlich für die zweite Mannschaft in der viertklassigen Regionalliga Südwest eingeplant war. Itō absolvierte die Vorbereitung jedoch unter dem Cheftrainer Pellegrino Matarazzo mit der Profimannschaft und wurde vom Sportdirektor Sven Mislintat als „absolut positive Überraschung“ gelobt. Im ersten Pflichtspiel der Saison, der ersten Runde des DFB-Pokals, stand der Innenverteidiger in der Startelf. Fortan gehörte Itō fest dem Profikader an und wurde Stammspieler. Folglich zog der VfB zur Saison 2022/23 die ihm zur Verfügung stehende Kaufoption, wodurch Itō beim VfB einen bis Ende Juni 2026 datierten Vertrag erhielt. Im August 2023 verlängerte er seinen Vertrag beim VfB bis Juni 2027.

#### FC Bayern München
Zur Saison 2024/25 wechselte Itō zum FC Bayern München. Während der Saisonvorbereitung brach er sich am 28. Juli 2024 den Mittelfuß und fiel in der Folge über ein halbes Jahr aus. Sein Pflichtspieldebüt für den FC Bayern München hatte er schließlich am 12. Februar 2025 im Spiel gegen Celtic Glasgow in der UEFA Champions League. Am 29. März 2025 erlitt er abermals einen Mittelfußbruch und viel daher für die gesamte folgende Saison erneut aus.

### Nationalmannschaft
Itō zog bei der U-23-Asienmeisterschaft 2018 mit Japans U23-Auswahl ins Viertelfinale ein. Bei der U-19-Asienmeisterschaft 2018 erreichte er das Halbfinale. Mit der japanischen U20-Nationalmannschaft absolvierte er während der U-20-Weltmeisterschaft 2019 in der Gruppenphase drei Spiele, bevor seine Mannschaft ohne ihn im Achtelfinale gegen Südkorea ausschied.
Für die japanische A-Nationalmannschaft gab Itō am 2. Juni 2022 in einem Freundschaftsspiel gegen Paraguay sein Debüt. Er war Teil des japanischen Kaders für die Weltmeisterschaft 2022 sowie bei der Asienmeisterschaft im Januar 2024, beide Turniere fanden in Katar statt.

## Titel
- Deutscher Meister: 2025 (FC Bayern München)

## Persönliches
Itō ist an Vitiligo (auch Weißfleckenkrankheit genannt) erkrankt, was zu einer markanten Verfärbung seiner rechten Augenbraue führte.